# 鮎ノ瀬大橋
鮎ノ瀬大橋（鮎之瀬大橋、あゆのせおおはし）は、岐阜県関市の長良川にかかる国道418号の橋である。
国道418号のバイパスの一部にあたる。旧国道418号は、岐阜県道290号上野関線と関市の市道に移管されており、長良川には鮎ノ瀬橋がある。

## 概要
- 供用開始：1994年（平成6年）
- 延長： 240.0m
- 幅員： m
- 橋梁形式：PC箱桁橋
- 所在地：岐阜県関市小瀬 - 関市池尻

座標: 北緯35度30分08.8秒 東経136度52分59.6秒 / 北緯35.502444度 東経136.883222度